# Ada (Album)
Ada ist ein Album der amerikanischen Funeral-Doom-Band Wraith of the Ropes.

## Geschichte
E. M. Hearst und das Ehepaar „V. Rottinghouse“ und Jack „Scarecrow Rottinghouse“ arbeiteten seit dem Jahr 2001 am Debüt ihrer Band. In dieser Phase der verließ „V. Rottinghouse“ aufgrund eines Scheiterns der Ehe aus der Band. Neben den persönlichen Zerwürfnissen des Ehepaars war die Bandhistorie von unterschiedlichen Rückschlägen geprägt. Darunter versagendes Equipment und gezwungene Namensänderungen. Das Duo arbeitete somit fünf Jahre an der Fertigstellung des Albums.
In einer Phase, in der die Band beinah aufgelöst schien, litt Hearst an schweren Herzproblemen, die ihn mit Todesangst und Psychosen konfrontierten. Während dieser Zeit standen Hearst und „Scarecrow“, der mit sozialen und emotionalen Problemen umzugehen hatte, nicht in Kontakt zueinander. Als dieser von der Krankheit erfuhr, trieb es ihn, nach eigener Aussage aus seinem „Selbstmitleid und der Depression heraus“ und zurück in die Kooperation. Nachdem Hearst Genesen war schloss das Duo die Aufnahmen ab. Das Stück Death Bed wurde direkt von dieser Erfahrung beeinflusst.

## Albuminformationen
Das am 31. Oktober 2005 über Totalrust Music veröffentlichte Debütalbum Ada enthält sieben separate Stücke, die eine Gesamtspielzeit von 58:52 Minuten haben. Das letzte Stück wurde bei den Bezeichnungen stets ausgespart. Die Gestaltung übernahm Alli „Sicka“ Annihilate, die auch als Covermodel auftrat.

### Stil
Die von Wraith of the Ropes auf Ada gespielte Musik wird einem Funeral Doom zugeordnet, „bei dem Industrial-Elemente und Samples“ in den Funeral Doom eingearbeitet wurden. Insbesondere lege das Duo Wert auf den Aspekt des Horrors. Betont wird dieser Aspekt durch Elemente des Dark Ambient und Industrial.
Als maßgeblich für die Horror-Atmosphäre erweise sich ein schlicht gespieltes eindringliches Klavier. Das erinnere „an alte Horrorfilme wie Psycho.“ Der meist gutturale Gesang wird stark verzerrt, das Riffing „langsam, rau und Basslastig dröhnend“ gespielt.

### Inhalt
Der Albumtitel rührt von Ada, einer verstorbenen jungen Frau mit der die Musiker befreundet waren. In eben jenem Haus, in dem Ada verstarb, lebte Jack „Scarecrow Rottinghouse“ zur Zeit der Albumentstehung. Die Musiker gaben an, dass „viele seltsame und unerklärliche Dinge“ in diesem Haus gesehen und sie dort gelegentlich noch eine Präsenz wahrzunehmen glauben. Der Titel sei als eine Hommage an sie gedacht.
Das Album verfolgt durchgehend ein Konzept des Horrors. Lediglich das rein instrumentale vorletzte Stück Snow Dragon nimmt sich aus diesem Konzept heraus und orientiert sich an positiverer Filmmusik. Hearst verwies vergleichend auf Braveheart und Tiger and Dragon. Das Stück sei als trügerisches „Happy End des Albums“ gedacht. Horror sei jener Bestandteil der „Musik, der stets ein Teil der Band bleiben“ solle. Die restlichen Stücke auf Ada variieren die Horror-Thematik musikalisch und lyrisch. Das Eröffnungsstück leitet dabei die musikalische Reise in eine Gegenwelt ein. Chamber of the Wraith folgte von Beginn an der „Idee, wie die Reise den Fluß Styx hinab klingen würde“ und nutzt diverse Klänge die „Scarecrow“ mit einer „Reise ins Nachleben assoziierte.“ „Scarecrow“ murmelt und raunt Textpassagen wie die Inschrift des Höllentors aus Dantes Inferno und den Namen der Band zu einer Reihe verfremdeter Instrumentalklänge und einem Sample.
Die entstehende Klangkulisse knüpft an dem mythologischen Bild des Charon an, der die „verdammte Seele“ des Hörenden auf dem Fluß Styx in die Unterwelt geleitet. Ziel war der knarrende Klang des Bootes, wenn die „Ruder durch die dunklen, abgestanden Wasser der Hölle stoßen.“
Final Reflection thematisiert Drogenmissbrauch, Sucht und die damit einhergehende Selbstzerstörung. Das Duo wollte mit dem Stück die eigene Drogen ablehnende Haltung ausdrücken. Beide Musiker räumten derweil ein nicht Straight Edge zu sein. Die Gitarrenriffs wurden von Black Sabbath und Pentagram beeinflusst. Damit erscheint das Stück als jenes, dass die Musiker als besonders „heavy“ empfinden. Lake of Decay handelt von einem „See, der die Fähigkeit hat eine Leiche, die im Wasser versunken ist, wieder zum Leben zu erwecken“. Die Inspiration lag insbesondere in den Filmen von George A. Romero und Lucio Fulci. entsprechend wurden auch einige stark verfremdete Samples aus Fulcis Filmen im Film genutzt. Die musikalische Inspiration lag indes bei Evoken und Khanate.
Alone handelt von Hearst realer Suizidalität, der Text befasst sich mit der entsprechenden Gedankenwelt, während die Musik der niederdrückenden Atmosphäre entsprechen soll. Nach Hearst ist es das Stück, das weitestgehend dem Funeral Doom zuzurechnen ist. Auch Death Bed wurde von Hearst aus einer persönlichen Erfahrung heraus verfasst. Das Stück sei für ihn „der persönlichste Song“ des Albums. „Ein großer Teil des Textes wurden geschrieben während“ er fürchtete an einem Herzleiden zu sterben. „Ein großer Teil des Textes wurden geschrieben während“ er fürchtete an einem Herzleiden zu sterben. Seinen mentalen Zustand beschrieb er „psychotisch“, seine körperliche Verfassung indes war desolat. Er habe nicht klar denken können, halluzinierte und war über Monate „zu krank und ermüdet“, um aufzustehen.

„Ich dachte darüber nach, ob mein Leben wirklich so bedeutungslos gewesen war, wie es schien. […] Dieser Song beinhaltet einige sehr schlechte Erinnerungen für mich und es ist in gewisser Weise qualvoll für mich, ihn zu hören.“

„Scarecrow“, fügte „eigene Textpassagen hinzu, von denen [er] dachte, sie träfen die Stimmung und das Konzept des Songs“. Das positivere Snow Dragon ist als Pastiche des gesamten Schaffens der Band konzipiert. Das Album sollte die Emotionen zusammenfassen mit denen sich die Musiker beim Schreiben und Aufnehmen konfrontiert sahen. Dabei reichen diese Verweise bis zurück bis zur Phase, bevor das Duo als Wraith of the Ropes aktiv war und wurde von Hearst als „musikalische Fortsetzung“ eines Stücks eines vorausgegangenen Bandprojektes benannt. „Das zugrunde liegende Thema [sei] der Verlust der Liebe und das Gefühl, daß es vielleicht niemals ersetzt“ würde.
Das finale offiziell unbetitelte Stück bricht mit dem vermeintlichen Happy End, da „am Ende […] nur Leid und Tod“ sei. Das Stück wurde als „eine Beschwörung“ der titelgebenden Ada angelegt. Die Musik des Stücks sei hierzu orchestriert, während der Gesang den Namen wiederholt und variiert. Der tatsächliche Titel des Stücks sei The Wraith‘s Rope, englisch Das Seil des Geistes. Scarecrow plante „jeden Klang“ wie „einen Teil eines Orchesters,“ ohne „Sinn im Timing[:] jeder Sound hat seinen eigenen Platz und sie verschlingen sich alle gegenseitig bis zum Abschluss des Songs.“

## Wahrnehmung
Das Album wurde überwiegend positiv rezensiert. Vereinzelt wurde Ada als langweilig und mittelmäßig kritisiert. Dazu erweise sich der „filmlose Soundtracks“ als unvollständig. Die Kompositionen wären ausufernd und spannend zu einem „sehr feine[n] Album voller gruseligem Late-Night-Horror-Doom“ verwoben.
Es sei eine „beeindruckende Leistung“ mit der die Musiker von Wraith of the Ropes zermürbende und „boshafte Emotionen“ in ihrer Musik transportieren. Die Atmosphäre die das Duo auf dem Album erschaffe sei „einzigartig“. Doch wäre gewiss, „dass die wirklich absolut düstere, hoffnungslose und im wahrsten Sinne des Wortes beklemmende Atmosphäre […] extrem schwer verdaulich ist“. „[D]üster und verzweifelt“ mit „schleichenden Horror“ sei das Album. Gleich mehrere Rezensenten benannten Ada als das Album oder zumindest die Genre-Veröffentlichung des Jahres.

„The music sucks you in and you can feel the touch of evil on your breath. I had goosebumps constantly when I first heard it and I still get them.“

„Die Musik zieht einen in ihren Bann und man kann den Hauch des Bösen in seinem Atem spüren. Ich hatte ständig Gänsehaut, als ich es zum ersten Mal hörte, und ich habe sie immer noch.“